# Ефимович, Олег Владимирович
Олег Владимирович Ефимович (4 марта 1981 года, Соледар, УССР) — украинский боксёр, чемпион Европы по версии EBU в полулёгком весе.
8 июля 2008 стал чемпионом Европы в полулёгком весе, победив единогласным решением судей (108—119, 110—118 и 109—119) в поединке за вакантный титул EBU испанца Серхио Бланко. Бой состоялся в Донецке.
20 февраля 2010 года защитил пояс чемпиона в бою с белорусом Андреем Исаевым.
5 декабря 2015 года вновь завоевал вакантный пояс чемпиона Европы а также защитил пояс WBA Continental в бою с испанцем Рудди Энкарнасьёном.